# Corrado Pilat
Corrado Pilat (Belluno, 24 settembre 1974) è un ex rugbista a 15 e allenatore di rugby a 15 italiano, già utility back di Benetton, Viadana e Veneziamestre e 7 volte internazionale per l'Italia.
Al termine della stagione 2009-10, l'ultima da professionista, raggiunse la quota di 1764 punti marcati, che ne fanno, ancora al 2020, l'ottavo marcatore assoluto di tutti i tempi della massima divisione.

## Biografia
Cresciuto nel Belluno, in cui compì tutta la trafila fino a divenire capitano della squadra under-19, con tale club si mise in luce in chiave nazionale nonostante l'andamento altalenante tra serie A e B.
Prima ancora di essere ingaggiato da professionista dal Benetton nel 1998, infatti, Pilat attirò l'attenzione dell'allora C.T. della Nazionale italiana Georges Coste, che lo fece esordire a fine 1997 a Bologna in un test match contro l'Irlanda nel quale, stante la presenza di Diego Domínguez all'apertura, fu schierato come estremo: la partita fu vinta dall'Italia 37-22 e Pilat bagnò il debutto con una meta; fino a tutto il 2001 furono 7 gli incontri cui Pilat prese parte, compresi tre in due edizioni del Sei Nazioni (2000 e 2001), sotto la gestione Johnstone.
Nella sua prima finale scudetto a Treviso, quella del 1998-99, Pilat realizzò una meta, da lui stesso poi trasformata, e piazzò tre calci di punizione tra i pali, per un totale di 16 punti; due anni più tardi contribuì a far vincere ai trevigiani il loro decimo scudetto con 18 punti in finale contro l'Amatori & Calvisano.
Il 2001, anno delle sue ultime apparizioni internazionali, fu anche l'anno del trasferimento a Parma, in cui Pilat rimase 3 stagioni prima di scendere in serie A con il Bologna nella stagione 2004-05; alla fine di tale campionato si trasferì in Inghilterra e militò per una stagione al Barking di Londra in National Division One (nome con cui era allora conosciuta la seconda divisione nazionale); in tale squadra marcò quasi 200 punti in campionato e vinse la Essex Cup.
Tornato in Italia al Viadana nel 2006, nel Mantovano arrivò al primo anno alla finale-scudetto contro Treviso, al termine della quale, pur avendo marcato tutti i 24 punti della sua squadra (7 piazzati e un drop), non poté evitare la sconfitta contro il suo ex club.
In quello stesso anno, tuttavia, contribuì alla vittoria di una Coppa e una Supercoppa d'Italia; nel 2008 si trasferì al Veneziamestre, in cui, alla fine del suo primo campionato in tale club, raggiunse la quota di 1695 punti, all'epoca nono marcatore della prima divisione e migliore in attività dopo il ritiro di Andrea Scanavacca alla fine del campionato precedente; nel corso del campionato 2009-10 superò Naas Botha e si attestò definitivamente a quota 1764 punti, al 2020 insuperato ottavo posto assoluto tra i marcatori di prima divisione: alla fine di tale stagione, infatti, Pilat annunciò il suo ritiro dall'attività professionistica per dedicarsi alla carriera tecnica a Montebelluna, in cui per la stagione 2010-11 fu giocatore-allenatore.
Tra il 2014 e il 2017 fece parte dello staff tecnico del Mirano con vari incarichi, tra cui assistente allenatore e tecnico di preparazione ai calci; responsabile anche del centro federale veneto di formazione Dolomiti Under-16, dal 2019 è assistente allenatore alla tecnica individuale presso la franchise federale delle Zebre in Pro14.

## Palmarès
- Campionati italiani: 2
Benetton: 1998-99, 2000-01
- Coppe Italia: 1
Viadana: 2006-07
- Supercoppe d'Italia: 1
Viadana: 2007
- Essex Cup: 1
Barking: 2005-06